# 허구추리

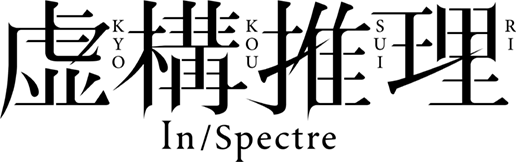

《허구추리》(虛構推理, 일본어: 虚構推理 쿄코우스이리[*])는 시로다이라 쿄가 원작한 소설 작품.

## 줄거리
중학생으로 보일 만큼 아담한 대학생 아가씨 이와나가 코토코에게는 비밀이 있었다. 그것은 어릴 적에 "괴이" · "요괴"라고 부르는 괴물들에게 납치당해 "지혜의 신"으로 추대받았다는 것이다.
어딘지 미덥지 못한 대학원생 청년 사쿠라가와 쿠로에게는 비밀이 있었다. 그것은 어릴 적에 어느 요괴의 고기를 먹고 기이한 체질이 되었다는 것이다.
세상의 어둠 속에 숨은 괴이와 깊이 연관된 두 남녀, 코토코와 쿠로는 요괴가 얽힌 갖가지 사건과 부딪치는데……. "지혜의 신"으로서 코토코는 합리적인 허구로 세상에 드러난 신비한 사건을 덧칠한다.

## TV 애니메이션
2020년 1월 12일부터 3월 29일까지 TV 아사히에서 제1기로 방영되었다. 제2기는 2020년 11월에 제작이 결정되어, 2022년 10월부터 방영될 예정이였으나, 2023년 1월부터 도쿄 MX에서 방영이 정기되었다.

## 등장 인물

### 주연
- 이와나가 코토코

- 사쿠라와 쿠로

### 조연
- 사쿠라와 릿카
- 유미하라 사키
- 무로이 마사유키

### 요괴 및 괴이
- 요괴들
- 일대의 주인
- 나나세 카린

- 설녀

## 회차 목록
- AGB 닐슨 미디어리서치

| 회차     | 제목                            | 일본 방영일     | 한국 방영일     |
| -------- | ------------------------------- | --------------- | --------------- |
| 1회      | 일안일족                        | 2020년 1월 12일 | 2020년 1월 15일 |
| 2회      | 이무기 신령은 듣고 있었다       | 2020년 1월 19일 | 2020년 1월 22일 |
| 3회      | 강철 인간의 소문                | 2020년 1월 26일 | 2020년 1월 29일 |
| 4회      | 아이돌은 철골에 죽음을 맞이한다 | 2020년 2월 2일  | 2020년 2월 5일  |
| 5회      | 상상력의 괴물                   | 2020년 2월 9일  | 2020년 2월 12일 |
| 6회      | 합리적인 허구                   | 2020년 2월 16일 | 2020년 2월 19일 |
| 7회      | 강철인간 공략전 준비            | 2020년 2월 23일 | 2020년 2월 26일 |
| 8회      | 허구를 자아내는 자              | 2020년 3월 1일  | 2020년 3월 4일  |
| 9회      | 강철인간 나나세 공략 의회       | 2020년 3월 8일  | 2020년 3월 11일 |
| 10회     | 허구 쟁탈                       | 2020년 3월 15일 | 2020년 3월 18일 |
| 11회     | 최후의 허구                     | 2020년 3월 22일 | 2020년 3월 25일 |
| 12회(完) | 질서를 지키는 자                | 2020년 3월 29일 | 2020년 4월 1일  |

| 회차     | 제목                   | 일본, 한국 방영일 |
| -------- | ---------------------- | ----------------- |
| 13회     | 그 신의 이름은         | 2023년 1월 9일    |
| 14회     | 설녀의 딜레마          | 2023년 1월 16일   |
| 15회     | 설녀의 알리바이        | 2023년 1월 23일   |
| 16회     | 설녀의 순진            | 2023년 1월 30일   |
| 17회     | 릿카 또다시            | 2023년 2월 6일    |
| 18회     | 전격의 피노키오        | 2023년 2월 13일   |
| 19회     | 어쩌면 별에게 소원을   | 2023년 2월 20일   |
| 20회     | 그리고 지배자는 없었다 | 2023년 2월 27일   |
| 21회     | 벙어리 아이들          | 2023년 3월 6일    |
| 22회     | 초대 받지 않은 심판    | 2023년 3월 13일   |
| 23회     | 잠자는 살인            | 2023년 3월 20일   |
| 24회(完) | 장어요리집의 길일      | 2023년 3월 27일   |

| 회차     | 제목 | 방영일         |
| -------- | ---- | -------------- |
| 25회     | ???  | ????년 ?월 ?일 |
| 26회     | ???  | ????년 ?월 ?일 |
| 27회     | ???  | ????년 ?월 ?일 |
| 28회     | ???  | ????년 ?월 ?일 |
| 29회     | ???  | ????년 ?월 ?일 |
| 30회     | ???  | ????년 ?월 ?일 |
| 31회     | ???  | ????년 ?월 ?일 |
| 32회     | ???  | ????년 ?월 ?일 |
| 33회     | ???  | ????년 ?월 ?일 |
| 34회     | ???  | ????년 ?월 ?일 |
| 35회     | ???  | ????년 ?월 ?일 |
| 36회(完) | ???  | ????년 ?월 ?일 |